# Peixe-fogo-vermelho
O peixe-fogo-vermelho (Nemateleotris magnifica), é uma espécie de peixe-fogo nativo do Indo-Pacífico, sendo uma espécie muito popular entre os aquaristas, pois é uma espécie de média manutenção. Vivem em casais próximos a corais e rochas em recifes, os machos exibem a crista para atrair as fêmeas.
Essa espécie é nativa do Indo-Pacífico, podendo ser encontrado na costa da África do Sul para Bassas da Índia e Chagos até Cocos Keeling, na Austrália e Mar de Coral, para sul do Japão, Marianas do Norte e Palau, incluindo regiões insulares da Micronésia e Polinésia.